# Schloss Braunsdorf
Schloss Braunsdorf ist ein dreigeschoßiger Dreiflügelbau in Braunsdorf in der Marktgemeinde Sitzendorf an der Schmida im Bezirk Hollabrunn in Niederösterreich. Das Schloss steht unter Denkmalschutz (Listeneintrag).

## Geschichte
Die Geschichte des Schlosses, das vermutlich anstelle eines Vierkanthofes entstanden ist, lässt sich bis in die Zeit um 1200 zurückverfolgen, als es von Mengo Ritter von Praunstorff erworben wurde. In weiterer Folge sind mehrere Adelsgeschlechter als Besitzer des Schlosses nachweisbar. So scheinen etwa nach dem Aussterben der Braunsdorfer ab 1466 die Eyczinger als Besitzer auf, denen ab 1589 das Rittergeschlecht der Puchheimer folgte. Ab 1711 waren die Grafen von Sonnau Besitzer von Braunsdorf, von denen es über Johann Baptist Freiherr von Ludwigsdorf 1805 an die Grafen von Collatto gelangte.
Die Collattos bewohnten das Schloss nicht, sodass es der Verwahrlosung preisgegeben war. 1873 kaufte Constantin Graf Gatterburg das Schloss, baute es um und machte es wieder bewohnbar. Über den landwirtschaftlichen Direktor Josef Dobesch aus Tábor gelangte es 1884 an Josef Modricki, der ein Jahr später wegen der Einführung der Fenstersteuer den rückwärtigen Schlosstrakt abreißen ließ.
1889 kaufte Karl Teubner den Besitz, den er seit 4. Mai 1887 als Vormund von Karl Modricki verwaltet hatte. Nach seinem Tod am 13. Mai 1913 erbte es seine Nichte, die es 1916 an Baron Johann Heinrich Offermann verkaufte. Nach dessen Tod am 25. März 1922 gelangte es schließlich an die Familie, in deren Besitz es sich nach wie vor befindet, die es auch bewohnt und für die Erhaltung sorgt. Zum Schloss gehört auch ein landwirtschaftlicher Betrieb, der durch den Schlossbesitzer bewirtschaftet wird.

## Lage
Das Schloss steht etwa 3,8 km nördlich von Sitzendorf neben der Pfarrkirche Braunsdorf auf einem südlich des bebauten Ortsgebietes von Braunsdorf befindlichen Geländesporn – einem Ausläufer des Goldberges – der sich nach Nordwesten hin gegen den Ortskern zieht. Das Gebäude ist, dem Verlauf des Geländes folgend, von Nord-Nordwest nach Süd-Sudost ausgerichtet und dominiert aufgrund der erhöhten Lage das Ortsbild von Braunsdorf. Die U-förmige dreiflügelige Anlage ist zum südöstlich gelegenen ausgedehnten Gartenareal mit dem Meierhof ehrenhofartig weit geöffnet.

## Baubeschreibung
Der dreigeschoßige Bau aus dem 16./17. Jahrhundert wurde im 18. und 19. Jahrhundert geringfügig verändert. 1885 wurde überdies der rückwärtige Trakt abgerissen.